# 法韦尔 (明尼苏达州)
法韦尔（英語：Farwell）是一个美國城市，位於明尼苏达州教皇县。根據2010年的人口普查，當地人口為51人。

## 地理
根据美国人口普查局，该城市的总面积為0.29平方英里（0.75平方）。